# Élections législatives de 1932 dans la Mayenne
Les élections législatives françaises de 1932 se déroulent les 1er et 8 mai 1932. Dans le département de la Mayenne, quatre députés sont à élire dans le cadre de quatre circonscriptions.

## Députés sortants
| Députés | Députés                   | Parti                                     | Fonctions lors de l'élection en 1932 |
| ------- | ------------------------- | ----------------------------------------- | ------------------------------------ |
|         | César Chabrun *           | Parti socialiste français                 | .                                    |
|         | Joseph Boüessé *          | Parti socialiste français                 |                                      |
|         | Jean Chaulin-Servinière * | Parti républicain radical-Gauche radicale |                                      |
|         | Jacques Duboys-Fresney *  | U.R.D.                                    |                                      |

## Résultats par arrondissement

### Arrondissement de Château-Gontier
| Candidats      | Candidats                | Étiquette                    | Premier tour | Premier tour |
| Candidats      | Candidats                | Étiquette                    | Voix         | %            |
| -------------- | ------------------------ | ---------------------------- | ------------ | ------------ |
|                | Guy Menant               | Ligue de la jeune République | 9 249        |              |
|                | Jacques Duboys-Fresney * |                              | 8 472        |              |
|                | Jean Berhault            | Com.                         | 185          |              |
|                |                          |                              |              |              |
| Inscrits       |                          |                              |              |              |
| Votants        |                          |                              |              |              |
| Abstention     |                          |                              |              |              |
| Blancs et nuls |                          |                              |              |              |
| Exprimés       |                          |                              |              |              |

*sortant

### Arrondissement de Laval
| Candidats      | Candidats       | Étiquette                       | Premier tour | Premier tour | Deuxième tour | Deuxième tour |
| Candidats      | Candidats       | Étiquette                       | Voix         | %            | Voix          | %             |
| -------------- | --------------- | ------------------------------- | ------------ | ------------ | ------------- | ------------- |
|                | Joseph Boüessé  | Parti socialiste français       | 9 658        |              | 9 954         |               |
|                | Bozée           |                                 | 4 085        |              |               |               |
|                | Maurice Dutreil | Républicain de Gauche -All.dém. | 5 679        |              | 9 886         |               |
|                | Louis Dufrenoy  | Com.                            | 202          |              | 42            |               |
|                | Pouilley        |                                 | 5            |              |               |               |
|                |                 |                                 |              |              |               |               |
| Inscrits       |                 |                                 |              |              |               |               |
| Votants        |                 |                                 |              |              |               |               |
| Abstention     |                 |                                 |              |              |               |               |
| Blancs et nuls |                 |                                 |              |              |               |               |
| Exprimés       |                 |                                 |              |              |               |               |

### Arrondissement de Mayenne

#### 1recirconscription
| Candidats      | Candidats       | Étiquette                                   | Premier tour | Premier tour | Deuxième tour | Deuxième tour |
| Candidats      | Candidats       | Étiquette                                   | Voix         | %            | Voix          | %             |
| -------------- | --------------- | ------------------------------------------- | ------------ | ------------ | ------------- | ------------- |
|                | Georges Denis   | Républicain de gauche-Alliance démocratique | 5 642        |              | 6 781         |               |
|                | César Chabrun * | Parti socialiste français                   | 5 473        |              | 5 730         |               |
|                | Brière          |                                             | 1 383        |              |               |               |
|                | Félix Cormier   | Com.                                        | 16           |              |               |               |
|                | Leroux          |                                             | 1            |              |               |               |
|                |                 |                                             |              |              |               |               |
| Inscrits       |                 |                                             |              |              |               |               |
| Votants        |                 |                                             |              |              |               |               |
| Abstention     |                 |                                             |              |              |               |               |
| Blancs et nuls |                 |                                             |              |              |               |               |
| Exprimés       |                 |                                             |              |              |               |               |

*sortant

#### 2ecirconscription
| Candidats      | Candidats               | Étiquette                                 | Premier tour | Premier tour |
| Candidats      | Candidats               | Étiquette                                 | Voix         | %            |
| -------------- | ----------------------- | ----------------------------------------- | ------------ | ------------ |
|                | Jean Chaulin-Servinière | Parti républicain-radical-Gauche radicale | 10 430       |              |
|                | Alfred Pavard           | Com.                                      | 528          |              |
|                |                         |                                           |              |              |
| Inscrits       |                         |                                           |              |              |
| Votants        |                         |                                           |              |              |
| Abstention     |                         |                                           |              |              |
| Blancs et nuls |                         |                                           |              |              |
| Exprimés       |                         |                                           |              |              |

## Députés élus
| Députés | Députés                   | Parti                                       | Fonctions lors de l'élection en 1932 |
| ------- | ------------------------- | ------------------------------------------- | ------------------------------------ |
|         | Georges Denis             | Républicain de gauche-Alliance démocratique | .                                    |
|         | Joseph Boüessé *          | Parti socialiste français                   |                                      |
|         | Jean Chaulin-Servinière * | Parti républicain radical-Gauche radicale   |                                      |
|         | Guy Menant                | Ligue de la jeune République                |                                      |